# زادویه
زادویه نجیب زاده ایرانی در قرن هفتم میلادی است که در پادشاهی فرخ‌زاد خسرو نقش موثری داشت. گفته می‌شود که او در دوران بی نظمی بین حکمرانی پیروز دوم و فرخ‌زاد خسرو، رئیس خدمتکاران (رئیس الخَوَل) در ۶۳۱-۶۳۲ بوده است. شغلی که او داشت، احتمالاً پرستیگ‌بد بود. این اصطلاح در کتیبه نقش رستم شاپور یکم (به صورت فارسی میانه پلستکپت/ پارتی پرشتکپتی) در اوایل دوره ساسانی دیده می‌شود.
وقتی پیروز دوم توسط اشرافزادگان به قتل رسید، زادویه به محلی به نام دژ سنگی (حصن الحجاره)، نزدیک نصیبین در میانرودان، جایی که پسر خسرو دوم (فرخ‌زاد خسرو) در آن مخفی شده بود (تا از برادرکشی کواد دوم شیرویه نجات یابد) رفت. زادویه شاهزاده جوان را به تیسفون برگرداند تا بر تخت پادشاهی نشیند. طبری گزارش داد که پادشاهی او به مدت ۶ ماه برقرار بود.
همچنین گزارش شده که زادویه به عنوان مرزبان سرخس، با فرمانده عرب، عبدالله بن عامر در دوران حمله مسلمانان به خراسان در ۶۵۱ تا ۶۵۲ میلادی معاهده صلح منعقد کرد. این غیرممکن است که بگوییم این همان زادویه‌ای بود که قبلاً سمت بالایی داشت و سپس به عنوان مرزبان در شرق به خدمت گماشته شد.

## لاتین
1. ↑  prastīgbed
2. ↑  plstkpt
3. ↑  prštkpty